# Якиманский, Николай Алексеевич
Никола́й Алексе́евич Якима́нский (22 марта 1921, с. Карино, Ивановская область — 24 марта 2012, Тверь) — советский офицер, танкист, полковник, кандидат исторических наук, доцент Военной командной академии ПВО имени Г. К. Жукова, ветеран Великой Отечественной войны,  участник Парада Победы 1945 года.

## Биография
Николай Алексеевич Якиманский родился 22 марта 1921 года в селе Карино Ивановской области.
В феврале 1940 года призван в Красную Армию. 
В октябре 1941 года окончил Сызранское танковое училище и направлен в 16-ю танковую бригаду 54-й армии Ленинградского фронта.
Служил командиром танка Т-34, затем командиром танкового взвода, офицером связи танковой бригады.
Воевал танкистом с 1941 по 1944 год на Ленинградском и Волховском фронтах. Участвовал в Тихвинской, Любанской, Синявинскиой наступателных операциях.
За участие в прорыве блокады Ленинграда награждён Орденом Красной Звезды. Участвовал в освобождении станции Дно.
В июне 1944 года по решению командования был направлен на учёбу в Военную академию механизации и моторизации РККА (ВАММ РККА) имени И. В. Сталина.
В составе сводного полка слушателей академии принимал участие в Параде Победы.
С 1947 по 1950 годы служил в группе советских войск в Германии помощником начальника оперативного отдела танковой дивизии.
В 1952 году окончил исторический факультет академии имени М. В. Фрунзе и направлен 
старшим преподавателем истории военного искусства сначала в Вильнюсское радиотехническое училище.
В период массового сокращения армии 1955-1958 годах переведён из сухопутных войск в войска ПВО страны.
С 1959 года - в Военной командной академию ПВО имени Г. К. Жукова преподавал историю военного искусства. Вошёл в состав авторского коллектива издания по истории войск ПВО страны, которое было опубликовано в 1968 году. На основе собранных архивных материалов защитил кандидатскую диссертацию.
С 1989 до 1998 года работал научным сотрудником в Тверском государственном объединённом музее.
Умер на 92 году жизни, 24 марта 2012 года. Похоронен на Дмитрово-Черкасском кладбище в Твери.

## Публикации
- Ю. М. Бошняк, Д. Д. Слёзкин, Н. А. Якиманский. Калининское операционное направление в битве под Москвой // На правом фланге Московской битвы : К 50-летию освобождения г. Калинина в Великой Отечественной войне / Сост. М. Я. Майстровский. — Тверь: Московский рабочий, 1991. — 352 с. — ISBN 5-239-01085-4.

## Награды
- 2 Ордена Красной Звезды (1944), (1955)
- Орден Отечественной войны II степени (1985)
- Медаль «За отвагу» (1942)
- Медаль «За оборону Ленинграда» (1943)
- Медаль «За победу над Германией в Великой Отечественной войне 1941—1945 гг.» (1945)
- Медаль «За боевые заслуги» (1950) [7]